# Этодолак
Этодолак (англ. Etodolac) — нестероидный противовоспалительный препарат (НПВП) класса производных индол/индолилуксусной кислоты. Оказывает противовоспалительное, анальгетическое и жаропонижающее действие. Выпускается под марками «Этол форт», «Этопан» и другие. Используется США, Великобритании, Франции, Японии, Южной Корее и других странах. На мировом фармакологическом рынке известно более 200 дженериков этодолака.

## Описание и свойства
Этодолак является производным индолуксусной кислоты. Как и другие НПВП, блокирует активность циклооксигеназы-2 (ЦОГ2) и нарушает синтез простагландинов, которые являются основными медиаторами воспаления. Относится к умеренно-селективным ингибиторам ЦОГ-2 — ингибирующие концентрации ЦОГ-2/ЦОГ-1 для препарата составялют 2:1. Биодоступность составляет около 100 %. После приёма быстро и полностью всасывается, Cmax достигается примерно через один час. Практически полностью метаболизируется в печени, выводится через почки. Период полувыведения составляет от 3,5 до 10 часов.

## Показания и противопоказания
Назначают по одной таблетке утром и вечером с пищей, при необходимости дозу увеличивают. Максимальная суточная доза составляет 1,2 грамма.
Основные показания к применению: ревматоидный артрит, анкилозирующий спондилит, остеоартроз, ревматизм, болевые синдромы, в том числе послеоперационные и посттравматические боли, дисменорея.
Противопоказания: желудочно-кишечное кровотечение, повышенная чувствительность к этодолаку или другим нестероидным противовоспалительным препаратам, беременность и период лактации, детский возраст. С осторожностью применять пациентам с язвенной болезнью желудка или двенадцатиперстной кишки, с желудочно-кишечным кровотечением в анамнезе и больным с тяжёлыми нарушениями функции печени или почек.
Среди побочных реакций встречаются нарушение пищеварения, нарушение сердечного ритма , головокружение, почечная недостаточность, канальцевый некроз, острый интерстициальный нефрит, нефротический синдром, кожная сыпь и головная боль. Редко — тяжёлые аллергические реакции.